# Серата (Нямц)
Серата (рум. Sărata) — село у повіті Нямц в Румунії. Входить до складу комуни Добрень.
Село розташоване на відстані 284 км на північ від Бухареста, 6 км на північ від П'ятра-Нямца, 92 км на захід від Ясс.

## Населення
За даними перепису населення 2002 року у селі проживали 189 осіб, усі — румуни. Усі жителі села рідною мовою назвали румунську.